# Пейдж Оуэнс
Пейдж Оуэнс (англ. Paige Owens; род. 1 августа 1997 года в Питтсбурге, Пенсильвания, США) — американская порноактриса.

## Карьера
Перед тем, как начать карьеру в порноиндустрии, Оуэнс снималась в качестве вебкам-модели на сайте ManyVids. В 2018 году подписывает контракт с агентством талантов Марка Шпиглера и в настоящее время снимается во множестве различающих по тематике категориях порно, в том числе: мастурбация, лесбийский, традиционный, анальный, межрасовый и групповой секс. В видео Two Can Play At Paige’s Game производства студии Brazzers Оуэнс впервые снялась в сцене двойного проникновения и двойного вагинального проникновения.
Принимает участие в съёмках сцен для множества студий и сайтов, среди которых: Blacked, Brazzers, Cherry Pimps, Digital Sin, Evil Angel, Girlfriends Films, Girls Gone Wild, Naughty America, Nubiles, TeamSkeet, Tushy и сеть сайтов X Empire.
В октябре 2019 года Пейдж выбрана порносайтом Cherry Pimps «Вишенкой месяца» (Cherry of the Month). В следующем же месяце стала Treat of the Month по версии канадского порносайта Twistys. В августе 2020 года избрана студией Bang! «Красоткой месяца» (Babe of the Month).
По данным сайта IAFD на декабрь 2019 года, снялась в более чем 200 порнофильмах и сценах.

## Награды и номинации
| Год  | Награда                    | Результат | Категория | Фильм                                                       |
| ---- | -------------------------- | --------- | --- | ----------------------------------------------------------- |
| 2019 | Fleshbot Award             | Номинация | Лучшая сцена группового секса (вместе с Маркусом Дюпри и Райли Рид) | Take My Girlfriend For Your Birthday                        |
| 2019 | NightMoves Award           | Номинация | Лучшая новая старлетка | н/д                                                         |
| 2019 | Spank Bank Award           | Победа    | Aerola of the Gods | н/д                                                         |
| 2019 | Spank Bank Award           | Номинация | Best «After» Hair | н/д                                                         |
| 2019 | Spank Bank Award           | Номинация | Doctoral Degree in Dildology | н/д                                                         |
| 2019 | Spank Bank Award           | Номинация | Excellence in Muff Maintenance (Best Groomed Bush) | н/д                                                         |
| 2019 | Spank Bank Award           | Номинация | Group / Orgy Maestro of the Year | н/д                                                         |
| 2019 | Spank Bank Award           | Номинация | Most Photogenic Nymphomaniac | н/д                                                         |
| 2019 | Spank Bank Award           | Номинация | My (Wet) Dream Girl | н/д                                                         |
| 2019 | Spank Bank Award           | Победа    | Newcummer of the Year | н/д                                                         |
| 2019 | Spank Bank Award           | Номинация | Porn’s «It» Girl | н/д                                                         |
| 2019 | Spank Bank Award           | Номинация | Prettiest «Whore Mouth» | н/д                                                         |
| 2019 | Spank Bank Award           | Номинация | Pussy Phenomenon of the Year | н/д                                                         |
| 2019 | Spank Bank Award           | Номинация | Reverse Cowgirl Connoisseur of the Year | н/д                                                         |
| 2019 | Spank Bank Award           | Номинация | Spit Roasted Superstar of the Year | н/д                                                         |
| 2019 | Spank Bank Technical Award | Победа    | World’s Sexiest Food Critic | н/д                                                         |
| 2019 | XCritic Award              | Номинация | Лучшая новая старлетка | н/д                                                         |
| 2020 | AVN Award                  | Номинация | Лучшая лесбийская групповая сцена (вместе с Адрией Рэй и Джилл Кэссиди) | Bad Behavior (из Naughty in Bed)                            |
| 2020 | AVN Award                  | Номинация | Лучшая новая старлетка | н/д                                                         |
| 2020 | AVN Award                  | Номинация | Лучшая сцена группового секса (вместе с Айзеей Максвеллом, Джейсоном Брауном, Джейсоном Лавом, Джексом Слейхером, Еленой Кошкой, Лили Лабо, Луи Смоллсом, Севьяном Харденом, Слимом Поуком, Хлоей Капри и Чилли Чиллсом)            | About Last Night (из Blacked Raw V21)                       |
| 2020 | XRCO Award                 | Номинация | Новая старлетка года | н/д                                                         |
| 2021 | AVN Award                  | Номинация | Лучшая оральная сцена | Throat Fucks 6                                              |
| 2021 | AVN Award                  | Номинация | Лучшая сцена группового секса (вместе с Алексом Джеттом, Брэдом Ньюманом, Дженнифер Уайт, Джиллиан Джансон, Индией Саммер, Кармой Рекс, Кейси Калверт, Тиффани Уотсон, Хансом, Хлоей Черри, Хуаном Эль Кабалло Локо и Чедом Альвой) | Fuck Club 3                                                 |
| 2021 | AVN Award                  | Номинация | Лучшая сцена двойного проникновения (вместе с Миком Блу и Стивом Холмсом) | Trading Up Times Two                                        |
| 2021 | AVN Award                  | Номинация | Лучшая сцена секса от первого лица (вместе с Маркусом Дюпри и Эйнджел Лонг) | Angel Invades America: Wreck My Holes                       |
| 2021 | AVN Award                  | Номинация | Лучшая сцена триолизма (Д/Д/П) (вместе с Майклом Вегасом и Эльзой Джин) | My Sexy Roommate V1 E3                                      |
| 2021 | Inked Award                | Номинация | Групповая сцена года (вместе с Алексом Джеттом, Брэдом Ньюманом, Дженнифер Уайт, Джиллиан Джансон, Индией Саммер, Кармой Рекс, Кейси Калверт, Тиффани Уотсон, Хансом, Хлоей Черри, Хуаном Эль Кабалло Локо и Чедом Альвой)          | Fuck Club 3                                                 |
| 2021 | NightMoves Award           | Номинация | Лучшая исполнительница | н/д                                                         |
| 2021 | XBIZ Award                 | Номинация | Лучшая сцена секса — гонзо (вместе с Джейн Уайлд и Рамоном Номаром) | Oil For Days                                                |
| 2021 | XRCO Award                 | Номинация | Супершлюха года | н/д                                                         |
| 2022 | AVN Award                  | Номинация | Лучшая оральная сцена (вместе с Майком Адриано, Эйприл Олсен и Эммой Хикс) | Top Tier Sucking                                            |
| 2022 | AVN Award                  | Номинация | Лучшая сцена секса вчетвером/оргии (вместе с Джеем Смузом, Стирлингом Купером, Уитни Райт и Эммой Хикс) | Sugar and Spice — Scene 6                                   |
| 2022 | AVN Award                  | Номинация | Наиболее эпатажная сцена (вместе с Джией Дерзой, Кенной Джеймс, Кэндис Дэр и Эммой Хикс) | Five Lesbians: Wild-Ass Anal Orgy! (из Frisky Anal Nymphos) |
| 2022 | XBIZ Award                 | Номинация | Лучшая сцена секса — виртуальная реальность (вместе с Алекс Блейк, Алексом Джеттом и Эвелин Клэр) | Bunny Battle Royale                                         |
| 2023 | AVN Award                  | Номинация | Лучшая сцена триолизма (Ж/Ж/М) (вместе с Алексом Мэком и Киарой Коул) | Cum Swapping Cuties 2 — Scene 2                             |

## Избранная фильмография
- 2018 — Barely Legal 163: Halloween Special
- 2018 — Hookup Hotshot: Hookups Only!
- 2018 — Manuel Ferrara’s Ripe 6
- 2018 — Manuel’s Fucking POV 10
- 2018 — Please Make Me Lesbian! 18
- 2019 — Anal Savages 4
- 2019 — Daddy Please 5
- 2019 — Girl Scout Nookies 10
- 2019 — Glamorous 2
- 2019 — Horny Anal Sluts 2
- 2019 — Lesbian Anal Asses 3[24]
- 2019 — Not So Innocent[25]
- 2019 — Swallowed 32
- 2019 — The Brat Pack[26]